# Park dworski w Bełdowie
Park dworski w Bełdowie – zabytkowy park zlokalizowany na terenie dawnego majątku ziemskiego w Bełdowie, w powiecie zgierskim, w województwie łódzkim.  

## Historia
Park w stylu angielskim został założony w XIX w. z inicjatywy zarządzającej majątkiem rodziny Wężyków. W okresie PRL stanowił własność Państwowego Gospodarstwa Rolnego. W 2025 r. park jest niezagospodarowany. Zachował się jego pierwotny układ i kompozycja.

## Dwór

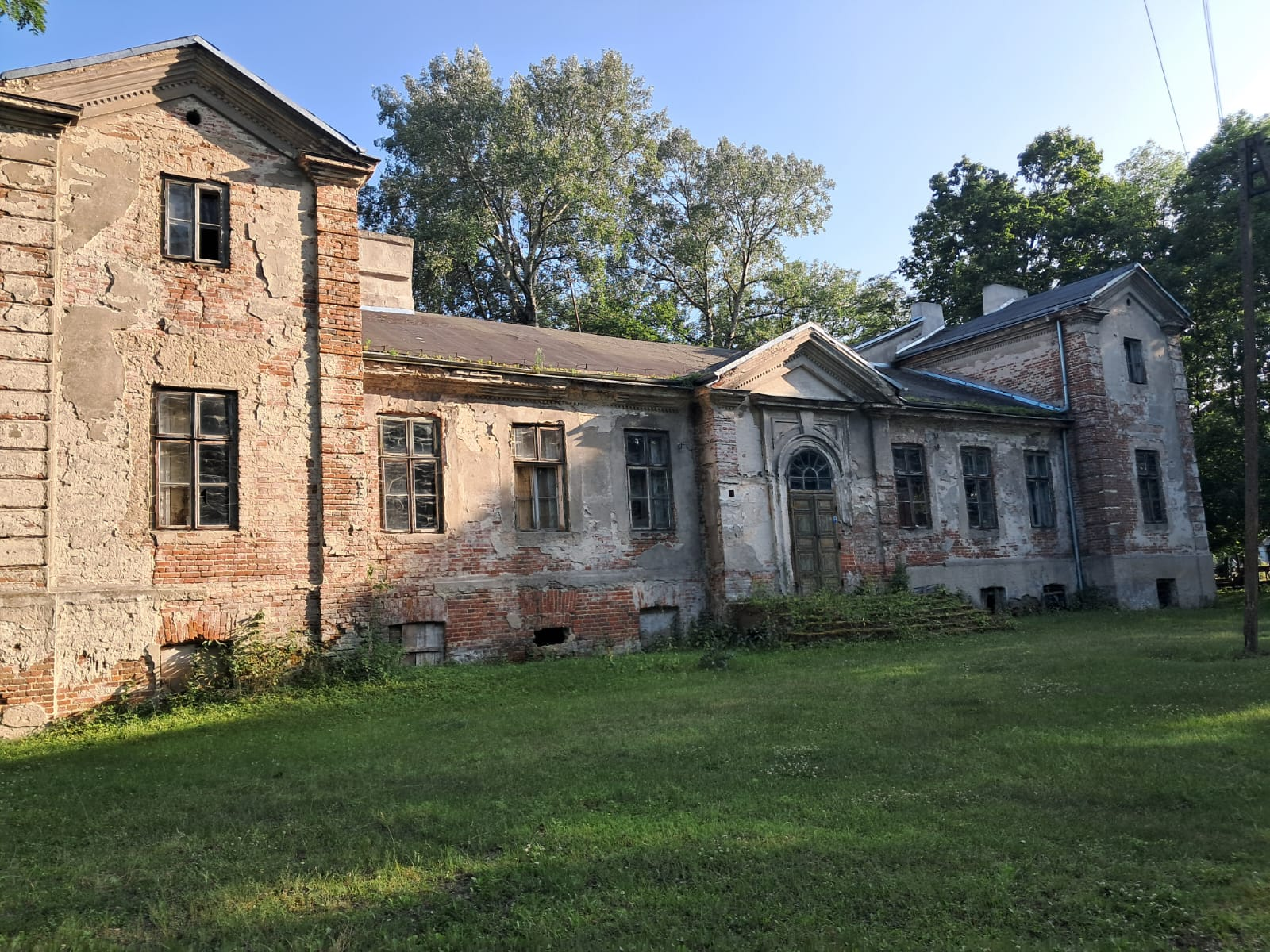
Dwór w Bełdowie w 2025 r.

W centralnej części parku znajduje się murowany dwór wybudowany prawdopodobnie w drugiej połowie XIX w. z inicjatywy Jana Wężyka (1816-1894). Jest to budynek murowany z cegły na planie prostokąta, podpiwniczony, w stylu klasycystycznym. Po II wojnie światowej został upaństwowiony i przeznaczony na mieszkania dla pracowników PGR Bełdów, siedzibę Klubu Rolnika oraz sklep. Obecnie niezagospodarowany, w stanie ruiny.

## Drzewostan
Drzewostan obejmuje dęby, lipy, topole białe, wiązy, klony, świerki, modrzewie i olsze. Dwie topole białe stanowią pomniki przyrody. Zachowała się aleja lipowa prowadząca do dworu.